# Frances Hui
Frances Hui (en chino: 許穎婷, romanizado: Xu Yingting, 30 de septiembre de 1999) es una activista social de Hong Kong, actualmente directora de We Are Hong Kong People y exmiembro del escolarismo. Estudió en la Universidad de Notre Dame y periodismo en Emerson College en Boston, Massachusetts, Estados Unidos. Se hizo conocida por escribir un artículo en la publicación del campus del Emerson College, I am from Hong Kong, not China.

## Carrera
El 23 de mayo de 2015, Xu Yingting reprendió al entonces Jefe Ejecutivo Leung Chun-ying y se opuso al plan de reforma política propuesto por el Gobierno de Hong Kong en una audiencia pública del Consejo Legislativo de Hong Kong.
El 2 de abril de 2019, Xu Yingting escribió un artículo en la publicación del campus de Emerson College Berkeley Beacon titulado «Soy de Hong Kong, no de China», que detalla las diferencias entre Hong Kong y China continental, señalando que Hong Kong bajo «Un país, dos sistemas», disfrutan de derechos humanos básicos como la libertad de expresión, la libertad de prensa y de publicación, y la libertad de reunión otorgada por la Ley Básica. Al mismo tiempo, criticaron la falta de canales de comunicación. Los grupos minoritarios de Hong Kong, Taiwán, Tíbet y Sinkiang expresaron su desaprobación por la adopción por parte de las escuelas de «Hong Kong, China», expresaron su descontento con el título y reiteraron que protegería firmemente la identidad del pueblo de Hong Kong.
El 8 de junio de 2019, Hui Yingting publicó un video para oponerse al «Proyecto de ley de enmienda para delincuentes fugitivos» propuesto por el Gobierno de Hong Kong y afirmó que si se aprueba el proyecto de ley de enmienda para delincuentes fugitivos, los problemas de derechos humanos de Hong Kong empeorarán y no tendrá el valor de regresar a Hong Kong.
En una entrevista con Xia News el 5 de diciembre de 2019, Xu Yingting dijo que no estaba disgustada con China continental ni con la identidad china desde el principio. El punto de inflexión en el apoyo a independencia de Hong Kong fue la Revolución de los Paraguas de 2014 y las protestas por el proyecto de ley de extradición de 2019.
El 10 de marzo de 2020, Hui Yingting lanzó la organización «Somos hongkoneses» para el pueblo de Hong Kong en los Estados Unidos, y pidió a todos los habitantes de Hong Kong que viven en los Estados Unidos que completen la identidad de «pueblo de Hong Kong» en el columna racial del censo de los Estados Unidos de 2020. Ella cree que la respuesta no solo ayudará al gobierno federal de los Estados Unidos a evaluar con mayor precisión las necesidades de los habitantes de Hong Kong, como prestar más atención a los servicios cantoneses, sino que, lo que es más importante, reflejará la identidad del pueblo de Hong Kong y ayudar a promover el trabajo de lobby del pueblo de Hong Kong en el Congreso de los Estados Unidos.
El 1 de noviembre de 2020, 12 personas de Hong Kong fueron detenidas durante más de 70 días, Xu Yingting y muchas personas en Hong Kong y en el extranjero que están preocupadas por Hong Kong grabaron un breve vídeo para pedir al mundo que preste atención al incidente.
El 17 de diciembre de 2020, Xu Yingting anunció su exilio en una publicación en sus redes sociales personales y dijo que nació como hongkonesa y morirá con el alma de Hong Kong.
El 14 de abril de 2022, Xu Yingting anunció que había obtenido asilo político en los Estados Unidos, convirtiéndose en la primera persona de Hong Kong a quien el gobierno federal de los Estados Unidos le concedió asilo político.
El 14 de diciembre de 2023, la División de Seguridad Nacional de la Policía de Hong Kong emitió una recompensa de 1 millón de dólares de Hong Kong por arrestar a cinco activistas sociales de Hong Kong en el extranjero, entre ellos Xu Yingting, Joey Siu, Cheng Wenjie, Huo Jiazhi y Cai Mingda, esta medida causó revuelo en la opinión pública internacional. El Departamento de Estado de los Estados Unidos condenó al Partido Comunista de China (PCC) por ignorar las normas internacionales de democracia y derechos humanos, y señaló que el gobierno de Hong Kong no tiene jurisdicción dentro de Estados Unidos. Afirmó que «los defensores de la democracia y la libertad seguirán disfrutando de la protección de las libertades y los derechos garantizados en la Constitución de los Estados Unidos», y en adición varios miembros de todos los partidos del Congreso de los Estados Unidos emitieron una declaración en la que afirman que era inaceptable que el gobierno de la RAE de Hong Kong esté controlado por el Partido Comunista Chino y que utilice la intimidación y el acoso para perseguir a ciudadanos y residentes estadounidenses que participan en actividades políticas pacíficas en los Estados Unidos. Haciendo hincapié en la necesidad de que el Congreso de los Estados Unidos tome medidas urgentes para abordar la represión transnacional del PCC, llamó al gobierno federal de los Estados Unidos a sancionar inmediatamente al PCC y a funcionarios de Hong de Kong responsables de ejecutar la orden de búsqueda.